# Noruega en los Juegos Olímpicos de Berlín 1936
Noruega estuvo representada en los Juegos Olímpicos de Berlín 1936 por un total de 70 deportistas que compitieron en 12 deportes.  
El portador de la bandera en la ceremonia de apertura fue el atleta Otto Berg.

## Medallistas
El equipo olímpico noruego obtuvo las siguientes medallas:
| Nombre | Deporte | Competición                      |
| --- | ------- | -------------------------------- |
| Oro |         |                                  |
| Willy Røgeberg | Tiro    | Rifle en posición tendida 50 m M |
| Plata |         |                                  |
| Henry Tiller | Boxeo   | Medio (72,6 kg) M                |
| Karsten Konow Fredrik Meyer Vaadjuv Nyqvist Alf Tveten                                                                  | Vela    | 6 Metre M                        |
| John Ditlev-Simonsen Olaf Ditlev-Simonsen Magnus Konow Lauritz Schmidt Hans Struksnæs Jacob Tullin Thams Nordahl Wallem | Vela    | 8 Metre M                        |
| Bronce |         |                                  |
| Erling Nilsen | Boxeo   | Pesado (+79,5 kg) M              |
| Equipo | Fútbol  | Torneo M                         |